# 陽はまた昇る (吹奏楽曲)
『陽はまた昇る』（ひはまたのぼる、原題：The Sun Will Rise Again,  for the victims of the Japanese earthquake and tsunami, March 2011）は、フィリップ・スパークが作曲した吹奏楽曲。東日本大震災の復興支援のために書かれた。

## 概要
東日本大震災の大きな被害を知ったスパークは、復興支援のために世界中の吹奏楽の作曲家に作曲を呼びかけた西田裕の求めに応えて、ノルウェーのグレンラン国際ブラス・フェスティヴァル（Grenland International Brass Festival）の委嘱で教会演奏の課題曲として作曲していたブラスバンド曲「カンティレーナ」（Cantilena）を吹奏楽用に改編し、新しいタイトルを付けて発表した。
楽譜はスパークが起こしたイギリスのアングロ・ミュージック（Anglo Music Press）から1ヶ月足らずで出版された。スパークは作品の印税を、この楽譜を販売するオランダの出版社デ・ハスケ（De Haske）はその純益を、日本赤十字社の緊急救済基金に寄付することとした。
Lento con moto (♩=72) と指定された4/4拍子で70小節、演奏時間は約6分。初演は2011年4月3日に横浜市中区のコレットマーレにて、委嘱者である西田裕の指揮、武蔵野吹奏楽団の演奏で行われた。
震災後、吹奏楽においても同様の目的でさまざまな作曲家の作品が発表されているが、その中でも際立って早い時期に出版に至ったことや、楽譜上は技術的に比較的平易であること、また元々が課題曲として教会での演奏を目的とし美しいメロディーが主体であることから、楽譜が出回るようになってからはプロ、アマ問わず日本各地で広く演奏されている。2011年のコールドストリーム・ガーズ・バンドの来日公演でも演奏された。
なお、2012年、東京佼成ウインドオーケストラがこの作品と共通の動機を盛り込んだ吹奏楽曲『希望の彼方へ－Looking Up, Moving On－』を委嘱し、これは5月24日に仙台市で初演された。

## 編成
| 木管 | 木管                 | 金管 | 金管 | 弦・打 | 弦・打                                         |
| ---- | -------------------- | ---- | ---- | ------ | ---------------------------------------------- |
| Fl.  | 2                    | Tp.  | 3    | Cb.    | ●                                              |
| Ob.  | 1                    | Hr.  | 4    | Timp.  | ●                                              |
| Fg.  | 1                    | Tbn. | 3    | 他     | S.Cym, Mark Chimes, Glock., Vibes., Tri., B.D. |
| Cl.  | 3, Bass              | Eup. | ●    | 他     | S.Cym, Mark Chimes, Glock., Vibes., Tri., B.D. |
| Sax. | Alt. 2 Ten. 1 Bar. 1 | Tub. | ●    | 他     | S.Cym, Mark Chimes, Glock., Vibes., Tri., B.D. |